# 马术

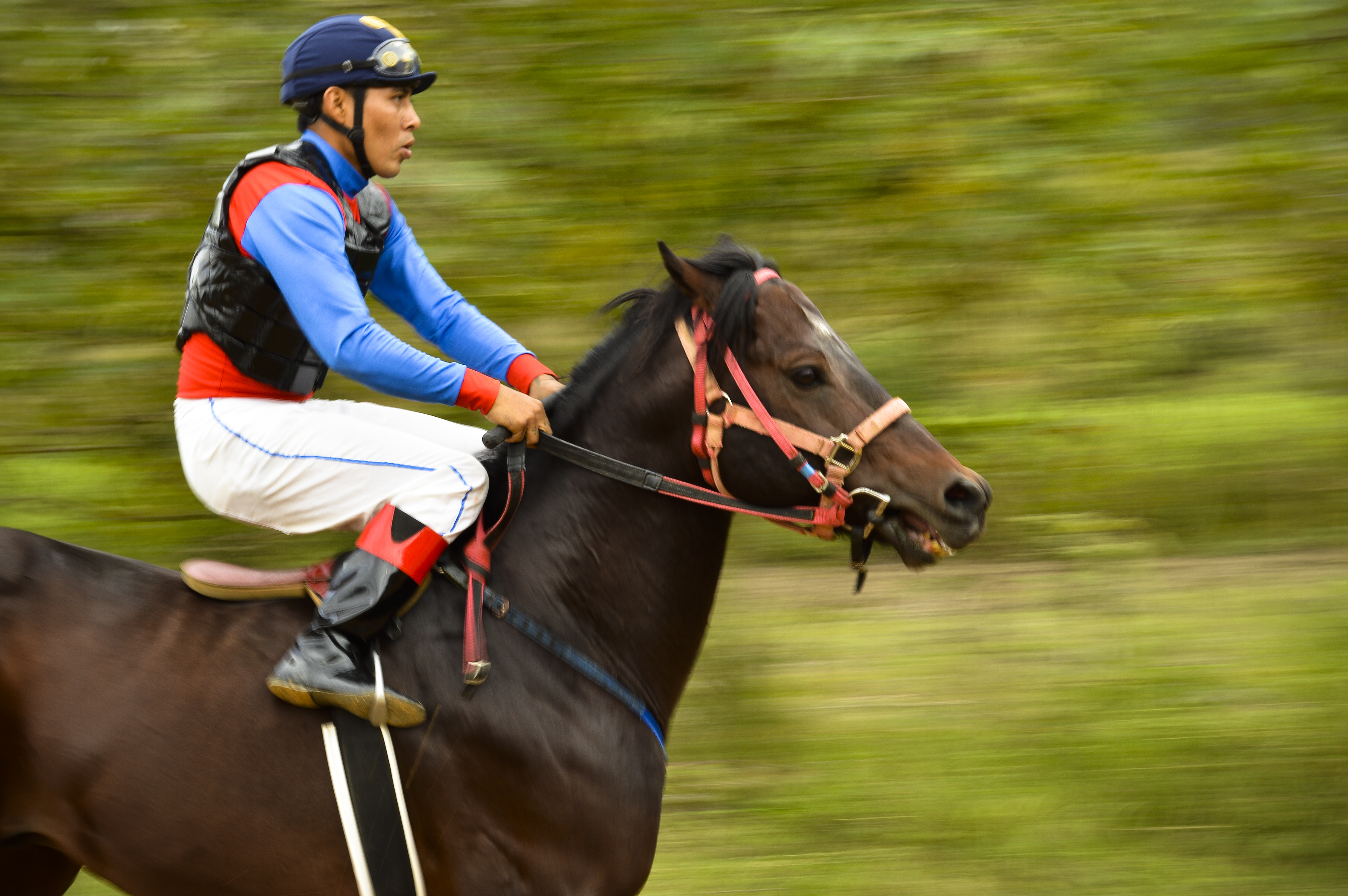
馬術

馬術，又稱為騎馬、馴馬，是指骑乘、驾驭和训练马翻越障碍等相关技能。马术有着工作、交通的实际用途，也有休闲、娱乐和文化相关的意义，也是近代的一项竞技性體育運動。

## 歷史

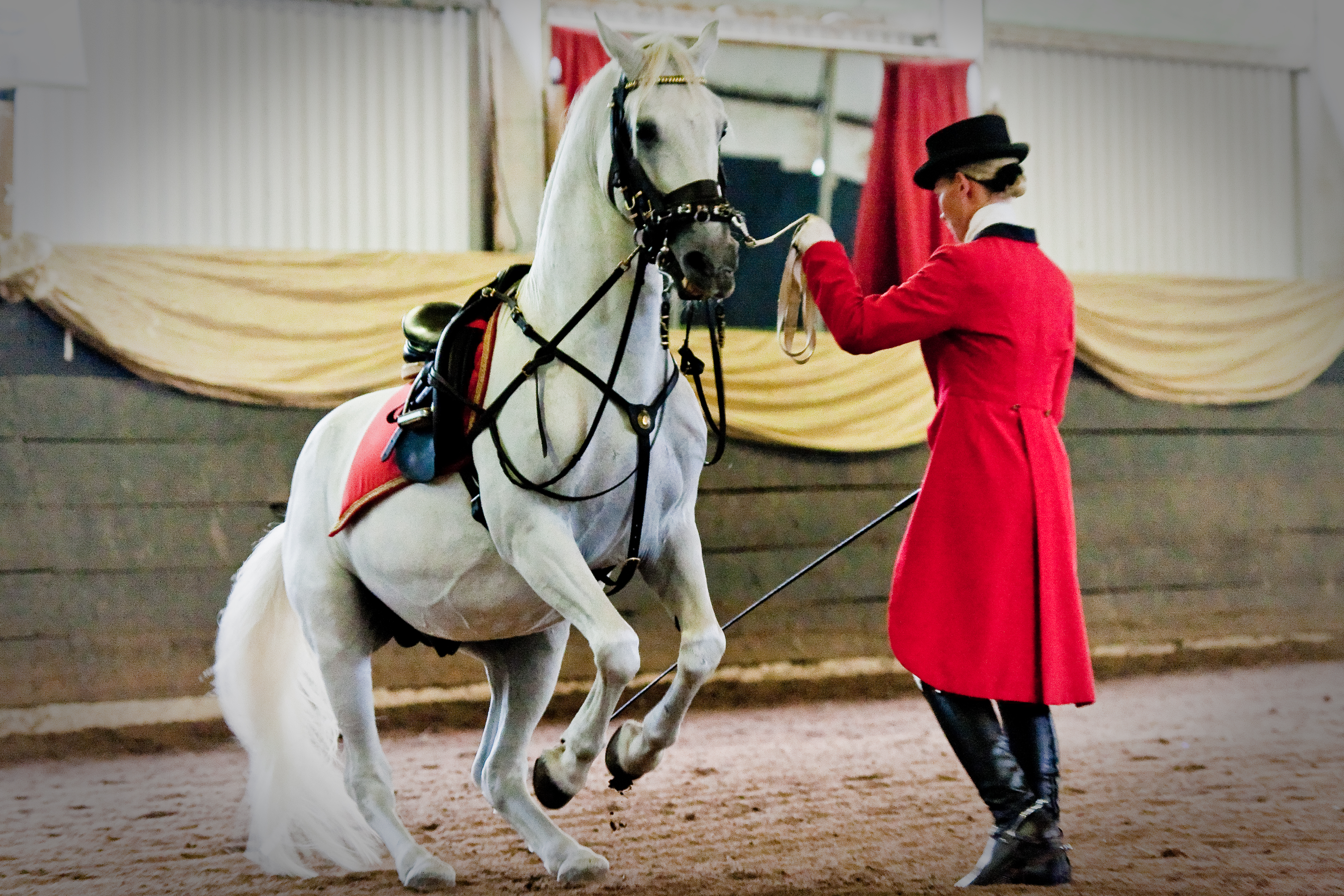
南非的一個馬師

馬於歷史上與人類有非常親密的關係，是人類的運輸和交通工具。當中，馬在歐洲有貴族的象徵，騎馬對歐洲人而言不但是一種藝術：最高極致、結合了騎師與馬匹之間的調教，更是一門學問。這一項歷史悠久而典雅的運動於1900年夏季奧林匹克運動會正式列入比賽項目之一。 也是奧運會項目中唯一一項個人賽事可以混合性別的項目。
到了1912年，第五屆的斯德哥爾摩奧運增加了個人和團體賽馬、個人和團體軍官式騎術以及盛裝舞步個人騎術5個項目。現時，奧運的馬術項目中包括了三日賽、盛裝舞步和障礙賽三個項目，又分為個人和團體賽。

## 規則

### 三日賽(Eventing)
三項賽（也稱為三日三項賽或馬匹選拔賽）是指在3-4天之內進行多項的馬術比賽，每一對馬匹和騎手的組合在盛裝舞步、越野和馬術障礙賽三個項目中與其他參賽者進行競爭。這項賽事起源於一項全面的騎兵測試，需要掌握多種騎術技巧。比賽可以作為一日賽事 (ODE) 進行，其中所有三項賽事都在一天內完成（盛裝舞步，隨後是馬術比賽，然後是越野階段）或為期三天的賽事 (3DE)，現在更常見的是四天，前兩天是盛裝舞步，其次是越野，最後一天以相反的順序展示跳躍。三項賽以前被稱為組合訓練，這個名字在許多較小的組織中仍然存在。 “組合合訓練（Combined Training）”一詞有時會與“組合測試(Combined Test)”一詞混淆，後者指的是其中兩個階段的組合，最常見的是盛裝舞步和馬術障礙賽。
所謂的三日賽是，包括馬場馬術（Dressage，又稱“舞步”）、場地障礙（Show Jumping）、越野障礙(Cross country)，隊中包括了三名男選手一女選手，選手要和馬匹為期三~四天的進行各項比賽：
- 首日：馬場馬術（Dressage，又稱“舞步”），如果四天的話，第一、二天是馬場馬術。
- 次天：場地障礙（Show Jumping）
- 最後一天：越野障礙(Cross country)

取前三位最佳成績總和為最終成績。

### 盛裝舞步

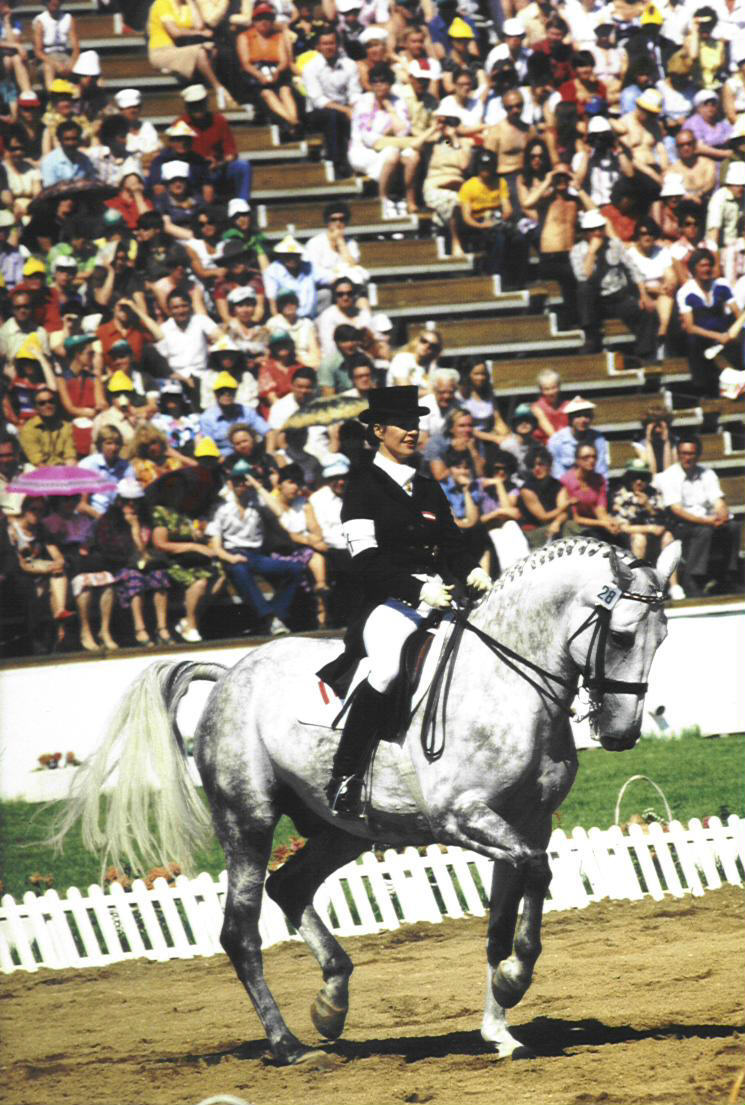
在奧運會進行慢步跑動作

馬場馬術又稱為盛裝舞步（首先舉行），這是在封閉場中騎行的精確動作序列（國際 3DE 為 20×60 m，但 ODE 通常為 20×40 m）。馬場馬術（Dressage）一詞來自法語，是訓練的意思，其目的是要訓練馬匹的服從度，並聽從主人的指揮而做出動作，而且注重馬匹的前進動力（Impulsion）及收縮（Collection）。包括在測試由一名或多名裁判進行評判，他們正在尋找平衡、節奏、柔韌性，最重要的是，馬和騎手之間的合作。挑戰在於證明一匹超級健康的馬能夠按時完成越野階段，也接受過以優雅、放鬆和精確的方式進行表演的訓練。盛裝舞步是三項賽運動中所有其他階段和項目的基礎，因為它可以培養馬匹的力量和平衡能力，讓馬匹能夠進行越野和跳躍表演。
選手要與馬匹共同進行三輪的比賽：
- 「大獎賽」－分兩天舉行的，參賽動作是指定的，決定團體獎牌誰屬。
- 「特別大獎賽」－個人準決賽，參賽動作是指定的。
- 「音樂自由演繹」－由騎手自行編排舞步及音樂來展現個人技巧，完成後，個人獎牌得主自有分曉。

在最高級別的比賽中，盛裝舞步測試大致相當於美國盛裝舞步聯合會第三級，可能會要求快步（Trot）、肩向內（Should In）、腰向內（Travers）、收縮(Collected)、中等(Medium)和伸長步伐（Extended）、空中轉換（Flying Change）和反跑步（Counter-Canter）。可能不要求大獎賽動作，例如 原地踏步(Piaffe)、慢跑迴旋（Canter Pirouette）或正步（Passage）。
測試中的每個動作都按 0 到 10 的等級評分，“10”分是最高分，測試的總最高分根據比賽水平和動作數量而有所不同。 10分是非常罕見的。因此，如果一個動作執行得不好，如果其餘動作執行得很好，騎手仍然有可能獲得良好的綜合成績。分數加在一起，當然會扣除任何錯誤。為了將此分數轉換為罰分，所有評委的平均分被轉換為最大可能分數的百分比，從 100 中減去並乘以管理機構確定的係數。
鈴聲響起後，騎手有 45 秒的時間進入擂台，否則將被罰兩分，然後再延長 45 秒，總計 90 秒，否則將被淘汰。
如果在測試期間馬的四隻腳都離開了競技場，這將導致淘汰。
如果馬匹在測試期間抵抗超過 20 秒，則會被淘汰。
如果騎手墜馬，就淘汰。
比賽扣分：
第一次：扣 2 分
第二次：扣 4 分
第三次：淘汰

### 障礙賽
障礙賽又可分為場地障礙及越野障礙。
場地障礙：選手一定要在法定的時間之內設法馭馬沿著賽前訂下的路線迂迴場地上跨越12至15道的障礙物，例如是水溝、矮牆、多重的棚欄等。滿分為罰分0分，如馬匹在越過障礙物時碰倒障礙物（踢落障礙杆），一次被罰四分；馬匹拒跳兩次，即被淘汰出場（取消資格）。如2位選手同分，則所用時間較少的優勝。
越野障礙：騎手和馬匹會因拒跳和超時而扣分。 設定的時間依據路線的距離和騎手和馬匹行進的速度來計算。 在越過終點時，超過設定時間按照秒數來扣分。

## 基本步法
- 慢步(Walk)：馬匹的四肢依次離地和着地，是四節拍的步伐。
- 快步(Trot)：快步是馬匹斜對角兩肢 (左前肢和右後肢，反之也一樣) 一起輪流動作的兩節拍步伐，每一步之間有騰空的瞬間。
- 跑步(Canter)是一種三節拍步伐。以右跑步為例，落蹄的順序是：左後肢，左對角肢 (左前肢和右後肢同時動作)，右前肢，隨後是瞬間的騰空期，在跑下一步之前，四蹄全部騰空。
- 人立：馬兒提高前腿，與地面成45度。
- 騰躍：馬兒用後腿騰躍，前腿不接觸地面。
- 原地騰躍：馬兒在凌空騰躍時，在最高點踢出後腿，前腿收在胸下。

## 奧林匹克馬術賽與馬藝術
從古代奧林匹克運動會馬術比賽是重要的項目，從當時藝術家所留下來的作品中，可窺見其精彩光華。為表現運動精神及騎士與馬的高度了解與合作，一項賽事叫Anabates，騎手需要在其坐騎高速奔馳中躍下，然後與牠一同跑到終點。這種高難度技巧與勇氣，在公元前五世紀雕塑青年騎士從馬躍下的銅像可以看的到。
馬車賽是一項古希臘的國家運動，於公元前680年第25屆古代奧林匹克運動會列為正式項目，最早是由四匹馬拉車，之後公元前408年增添兩匹馬拉車的比賽。現存於羅馬的一幅馬賽克（Roman Charioteer Mosaics）就表現出四位羅馬賽車手及其馬匹的風采。
騎師在馬背上策馬奔馳的比賽早在公元前648年已有，但是並不像馬車賽那樣受歡迎直至約三百年後。在古代奧林匹克運動會最早紀錄的人騎馬賽發生在公元前624年，當時馬鞍並未發明，現存於雅典博物館的一座與實體同等大小的馬與騎手銅像最能呈現當時巔峰的希臘藝術，運動與藝術的結合。藝術家藉著馬在藝術的形象，無論是雕塑或繪畫，去表現出不同時代人與馬的關係與發展。
現代奧運的馬術賽包括盛裝舞步賽（Dressage）障礙賽（Show Jumping）及三項賽(Eventing)，在18到19世紀期間盛裝舞步賽與障礙賽先後已是盛行的馬術比賽，不過到1912年才列為正式的奧運比賽項目。

## 外部連結
- Fédération Equestre Internationale
- Qingdao Horse Show jumping
- 中華民國馬術協會 馬場馬術FEI規則 （页面存档备份，存于）